# Kiosk K67

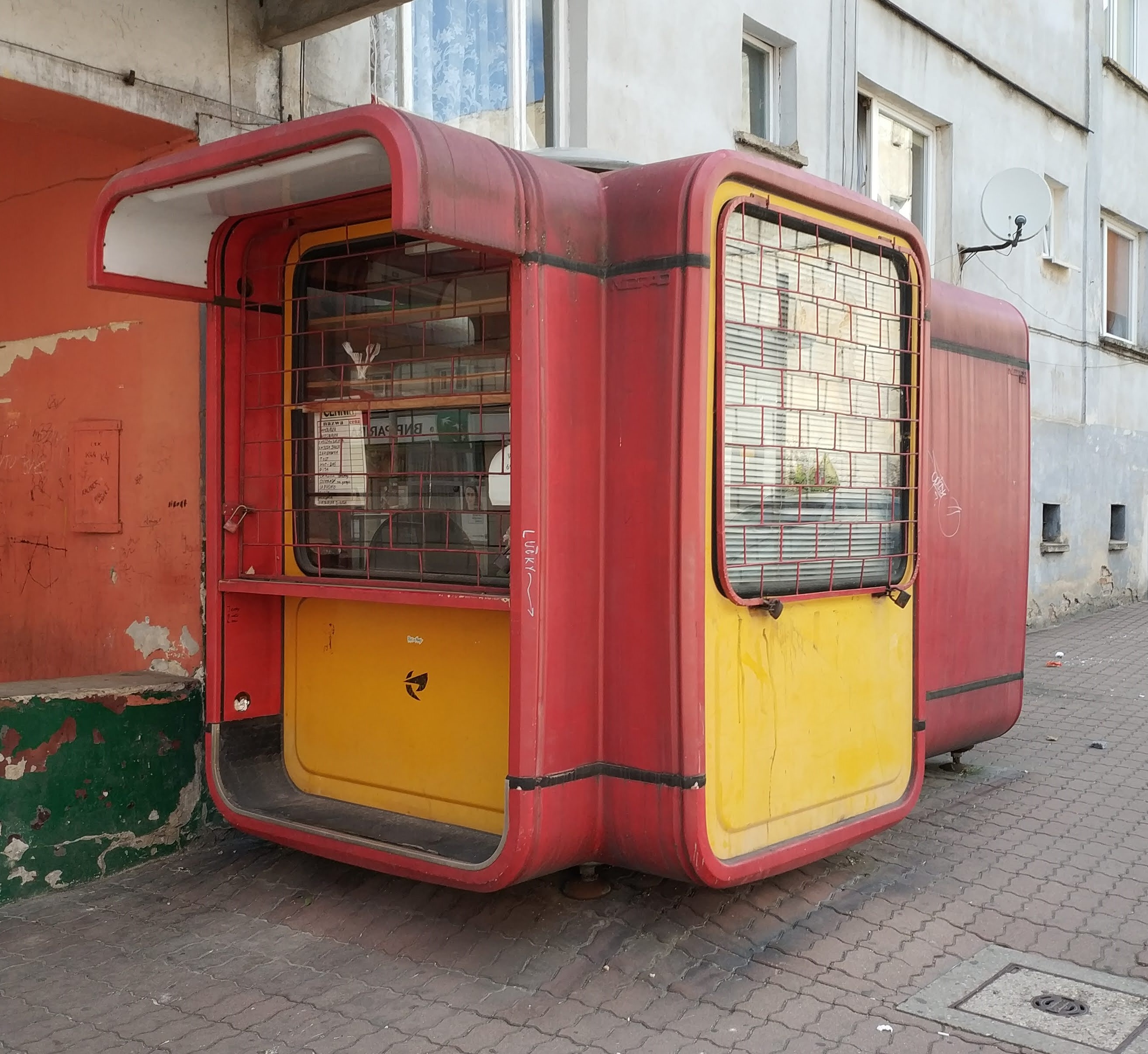
Kiosk K67 w Jaworze

K67 – kiosk z tworzywa sztucznego o budowie modułowej produkowany w Jugosławii od lat 60 XX wieku, znany potocznie w Polsce jako jugokiosk.

## Historia

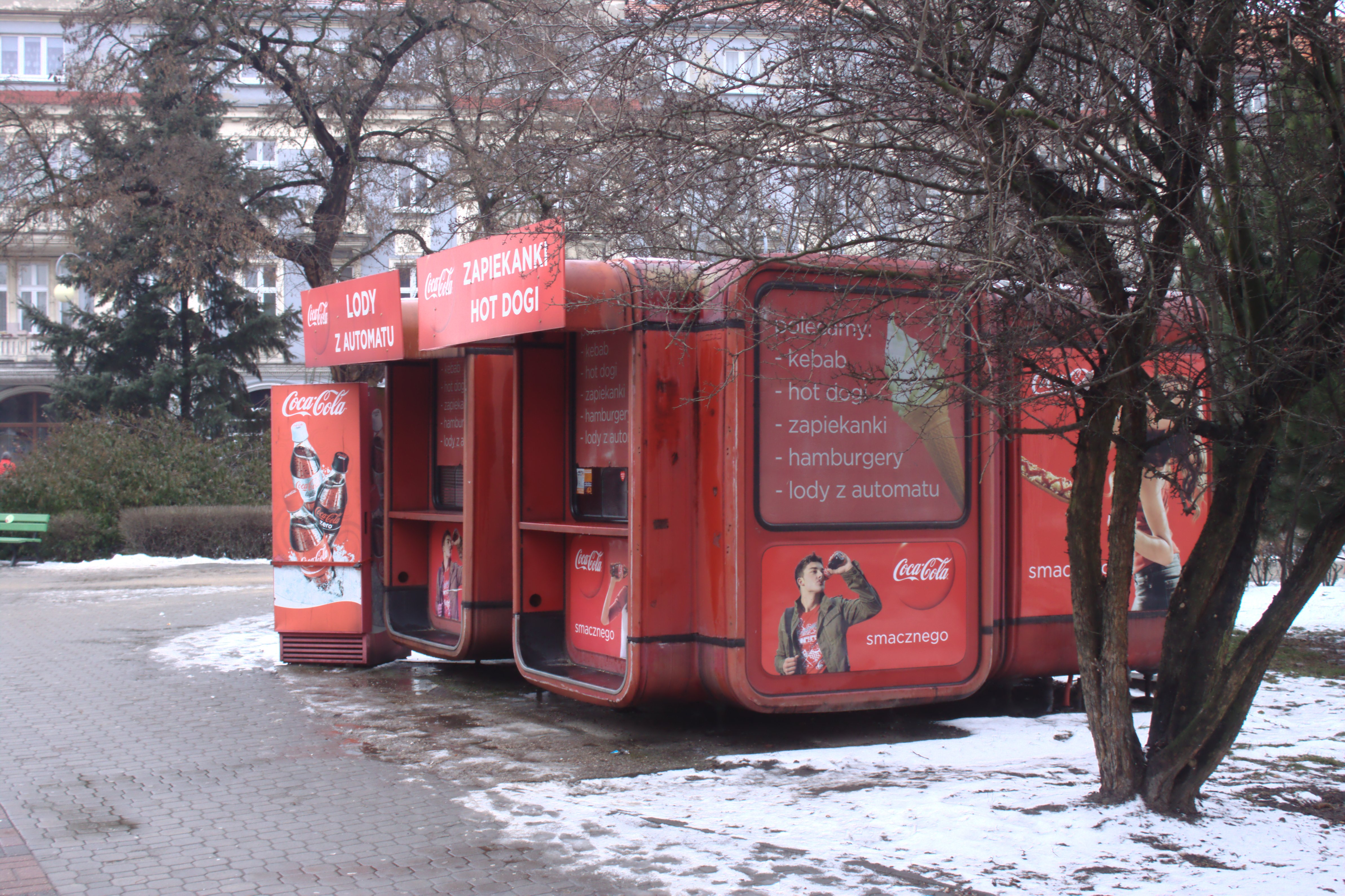
Połączone kioski K67 w Kaliszu

Kiosk zaprojektował w 1966 roku w Jugosławii słoweński architekt Saša Mächtig . Stanowił on wówczas nowoczesny projekt, wykonany z kolorowego włókna szklanego, szkła i stali z zaokrąglonymi krawędziami . Modułowa konstrukcja z prefabrykatów pozwalała złączyć kilka kiosków w większą całość . Kiosk był lekki i łatwy w transporcie, co pozwalało na ustawianie go w miastach w zależności od potrzeb . Początkowo wiele egzemplarzy kiosku, głównie na rynek Jugosławii wyprodukowano w wersji z całkowitym przeszkleniem bryły oknami o wysokości od podłogi do sufitu, co stanowiło o ich nowoczesnej estetyce, jednak później były one rzadko spotykane w takiej wersji.
Kioski typu K67 okazały się stosunkowo popularne, były eksportowane także m.in. do Japonii i Nowej Zelandii . W 1970 roku egzemplarz kiosku został włączony do zbiorów Museum of Modern Art w Nowym Jorku .
Kioski te zyskały dużą popularność w Polsce w latach 90 XX wieku podczas transformacji ustrojowej i rozkwitu indywidualnej działalności gospodarczej, pozwalając na prowadzenie w miastach drobnej działalności handlowej lub usługowej . Sprowadzono ich wówczas kilkanaście tysięcy . Potocznie były określane jako jugokioski . Służyły m.in. do sprzedaży prasy, działalności gastronomicznej i kantorowej . 